# Крушаре
Крушаре (болг. Крушаре) — село в Болгарии. Находится в Сливенской области, входит в общину Сливен.
Население составляет 2 139 человек. В селе родилась Златева, Станка — болгарская спортсменка, борец вольного стиля.

## Политическая ситуация
В местном кметстве Крушаре, в состав которого входит Крушаре, должность кмета (старосты) исполняет Пеню Стойчев Дичев (Болгарская социалистическая партия (БСП)) по результатам выборов правления кметства.
Кмет (мэр) общины Сливен — Йордан Лечков Янков (Граждане за европейское развитие Болгарии (ГЕРБ)) по результатам выборов в правление общины.